# Imazighen Cola
Imazighen-Cola (cioè la Bibita degli Imazighen, dei berberi) è una bevanda analcolica alla cola commercializzata dalla Kahina Distribution, società diretta da Saïd Kejjat. La vendita di questo prodotto ha avuto inizio nell'autunno 2003, nell'area parigina, dove viene prodotta (comune di Dugny). 
Il proprietario ha dichiarato che il 10% dei ricavati netti delle vendite viene devoluto per la promozione della cultura berbera.

## Ingredienti
- acqua frizzante,

- zucchero,

- sciroppo di glucosio,

- colorante: caramello E150d,

- aroma naturale: (caffeina),

- acidificante: acido ortofosforico.